# 堀親長
堀 親長（ほり ちかなが）は、信濃飯田藩の第7代藩主。信濃飯田藩堀家8代。
第6代藩主堀親蔵の長男。母は勅使河原直信の妹（慈眼院）。正室は柳沢吉里の娘。
延享3年（1746年）、父の死により家督を相続する。幼少だったため、藩の経営は、柳田為美（柳田国男が養子に入った柳田家の先祖）ら重臣たちが行なった。父の親蔵の教えに従い、飯田領民と堀家の関係強化を心掛け、財政再建と災害対策のために農業振興と築堤にも力を入れた。
家督相続直後、親長は黒須楠右衛門を普請奉行、中村惣兵衛を作事奉行として天竜川の治水を命じた。両人は惣兵衛堤防と天竜井という用水路からなる惣兵衛川除を1752年（宝暦2年）に完成させ、昭和36年の三六災害で惣兵衛堤防が流失するまで、飯田藩内の水害を軽減した。1756年に大坂城加番、1758年に駿府城加番を務めた。
郡奉行に転任した黒須楠右衛門は藩財政確保のため、藩が千人講を運営することを発案し、1761年（宝暦11年）12月に城下に千人講会所を設置した。しかし、会を重ねるごとに参加者が減ったため、楠右衛門は辞退者に田畑を差し出した上で立ち退くよう要求するなど、強硬な態度に打って出た。これに反発した領民によって、1762年（宝暦12年）2月22日に打毀しを決行されたため、講は廃止され、楠右衛門は罷免された。この一連の騒動を千人講騒動という。
安永8年（1779年）隠居し、家督を親忠に譲る。この時、右兵衛尉に改めた。文化5年（1808年）死去した。

## 系譜
父母
- 堀親蔵（父）
- 慈眼院 - 勅使河原直信の妹、側室（母）

正室
- 柳沢吉里の娘

側室
- 石川氏

子女
- 堀親忠（長男）
- 有馬氏恕（次男） 生母は石川氏
- 堀親民（四男）
- 堀親寚（五男）
- 土岐頼功（九男）
- 遠藤胤富正室
- 秋月種備正室、のち堀直起正室